# James O'Gwynn
James Leroy O'Gwynn, né le 26 janvier 1928 et mort le 19 janvier 2011, aussi appelé The Smilin' Irishman of Country Music, fut brièvement populaire entre 1958 et 1962.

## Biographie
O'Gwynn, un fermier, est né à Winchester dans le Mississippi, son père était mécanicien et musicien. Il fut élevé près de Hattiesburg. Sa mère lui a appris la guitare durant l'enfance et ses premières influences furent Jimmie Rodgers etHank Williams. Il abandonna l'école pour aider dans l'entreprise de son père puis devint à Marines pendant quatre ans.
En service, il décida de devenir chanteur de country. Il fit ainsi sa première apparition sur scène durant un rassemblement de campagne pour un candidat au poste de gouverneur alors qu'il se trouvait en permission. Le candidat invita O'Gwynn à contacter Houston deejay Hal Harris, qui à son tour introduisit O'Gwynn à Biff Collie, le producteur et hôte des Houston Jamboree. O'Gwynn rejoignit le spectacle en 1954, tout comme George Jones. Entre 1958 et 1962, il enregistra pour les labels D et Mercury, et fut classé six fois sur le classement des Hot Country Songs. Son travail pour le label D fut produit par Pappy Daily, connu pour avoir produit George Jones, pour qui il a enregistré Losing Game en 1956.
O'Gwynn rejoignit le Louisiana Hayride et sorti deux nouveaux singles en 1957. En 1958, il signa chez le label D de Dailey, où il gagna en succès. Certaines de ses chansons atteignirent le top 10 des classements dont Talk to Me Lonesome Heart et le top 30, dont Blue Memories. En 1959, O'Gwynn sorti deux nouveaux singles et, avec l'aide de Jim Reeves, fit es début dans le Grand Ole Opry.
Il déménagea à Nashville en 1961 et apparu dans le Opry pour les deux années suivantes. À cette période, il enregistra deux chansons ayant eu un succès mitigé, dont My Name is Mud, qui fut sa dernière apparition dans les classements. Cette chanson finit par être sa meilleure position dans les classements, atteignant la septième position.
Durant les années 1960, O'Gwynn travailla avec différents labels importants et moins connus telles que United Artists et Plantation, mais à la fin de la décennie, il déménagea dans l'Arkansas ou il prit une demi-retraite.
En 1971, O'Gwynn tenta de faire un retour, sans succès.
O'Gwynn est mort d'une pneumonie à Hattiesburg dans le Mississippi à l'âge de 82 ans.

## Discographie
| Année | Single                      | Classement |
| Année | Single                      | US Country |
| ----- | --------------------------- | ---------- |
| 1956  | Losing Game                 | —          |
| 1958  | Talk to Me Lonesome Heart   | 16         |
| 1958  | Blue Memories               | 28         |
| 1959  | How Can I Think of Tomorrow | 13         |
| 1959  | Easy Money                  | 26         |
| 1961  | House of Blue Lovers        | 21         |
| 1962  | My Name Is Mud              | 7          |